# 風中少女 金髮珍妮
《風中少女 金髮珍妮》（風の中の少女 金髪のジェニー）為東京電視台播映、日本動畫公司製作的日本電視動畫作品，改編自日本編劇石森史郎的創作。自1992年10月15日播至1993年9月30日，全52話。

## 概要
日本動畫作品，與世界名作劇場另外特別把西洋文學和人物為題材的「愛的教育 克歐雷物語」、「森林王子 少年毛克利」等被製作出來，有與世界名作劇場的故事重複的感覺的電視動畫作品，以外銷為前提的「哥倫布冒險（1992年制作・2002年NHK衛星第2頻道日本首播）」，在除了本作品以後就沒有製作了。
星期四19：30時段的動畫節目在本作品結束後。在那之後，2006年10月的「火影忍者」從另外的時段被移動到動畫時段而復活。還有到東京電視台系列的日本動畫公司製作動畫正式播映的1997年的「天才小魚郎」為止有著3年半的空白期間。

## 故事概述
美國民謠作家史蒂芬·福斯特與後來成為他妻子的醫生弗雷德里克・麥克道威爾的獨生女珍妮，還有在麥克道威爾家工作的黑人大喬的兒子比爾三人是青梅竹馬，1838年他們在故鄉賓夕法尼亞州羅倫斯維爾的自然環境中成長，史蒂芬想要成為作曲家，珍妮想要成為女醫生而決定要前往紐約留學，這是描寫他們到15歲左右為止的故事。時代是南北戰爭前，關於種族主義的部分被刪除了。原作是石森史郎以福斯特的人物等為動機所撰寫的虛構故事。本故事開始的標題「金髮珍妮」還有「肯塔基老家鄉」、「美麗的夢仙」等福斯特的曲子被整理後隨處被作為BGM使用。

## 登場人物

### 主要登場人物
珍妮·麥克道威爾（Jeanie MacDowell，配音員：堀江美都子/ 香港配音：林元春）
本故事的主角。羅倫斯維爾的醫生弗雷德里克・麥克道威爾的獨生女。有著秀長的金髮與藍色的眼眸，是個活潑開朗的少女，對任何人都一視同仁並且很溫柔的對大家的喜愛人士。擅長彈鋼琴與唱歌，此外跑步也很快。做事非常機靈，有好幾次都遭遇到大危機。
史蒂芬·柯林斯·福斯特（Stephen Collins Foster，配音員：藤田淑子/ 香港配音：袁淑珍）
珍妮的青梅竹馬，律師的兒子。是個喜歡音樂的少年，擅長用口琴作曲。將來的夢想是想當作曲家。在本故事中也擔任旁白。
比爾（Bill，配音員：菊池正美/ 香港配音：劉昭文）
麥克道威爾家的傭人黑人的孩子。珍妮和史蒂芬的好朋友。是個心地善良的少年，擅長演奏班卓琴。在個性較倔強的珍妮和史蒂芬之間，較多擔任和事佬的場面。

### 故郷・羅倫斯維爾篇
弗雷德里克·麥克道威爾（Frederick MacDowell，配音員：有本欽隆）
珍妮的父親。愛稱：佛萊迪（Freddie）。是羅倫斯維爾的開業醫生，人很好並以患者為優先而工作，對於貧窮的人也不會收取金錢而為他治療，在鎮上非常尊敬的人。
安琪拉·麥克道威爾（Angela MacDowell，配音員：神田和佳）
珍妮的母親。幫丈夫佛萊迪做事，也做著護士的工作。因為心臟病發而倒下就這樣過世了。
大喬（Big Joe，配音員：石森達幸/ 香港配音：黃子敬）
比爾的父親，是麥克道威爾家的傭人。長相是人如其名的高大黑人。擔任農業和屋子的修繕工作等雜事。有著自己的想法，是個做什麼都很上手的男子，不只是兒子比爾，就連珍妮也對他很尊敬。
瑪美（Mamie，配音員：岡則子）
比爾的母親，是麥克道威爾家的傭人。主要擔任料理方面。很會做料理，特別是蛋糕讓羅倫斯維爾的孩子們給予她美國第一的評價。
羅伯特·賴金（Robert Larkin，配音員：露崎照久）
賴金市長的兒子，珍妮的同學。喜歡珍妮，經常與對珍妮很好的史蒂芬對立。
寶拉（Paula，配音員：佐久間純子）
珍妮的同學，父親是經營雜貨店的哈洛德。
哈洛德（Harold，配音員：田原或野）
寶拉的父親。
瑪麗（Mary，配音員：南央美）
珍妮的同學。
海倫（Helen，配音員：渡邊久美子）
搭著篷車以聖路易斯為目標而旅行的開墾移民一家的女兒。口頭禪是「根據我的記憶～」。將來的夢想是當老師。與她相遇的珍妮給了她很大的影響。
瑪格麗特老師（Miss Margaret，配音員：篠原惠美）
珍妮他們上小學的老師
賴金市長（Mayor Larkin，配音員：藤本讓）
羅伯特的父親，是羅倫斯維爾的市長。人格高尚但卻是很難相處的人。
亨利·福斯特（Henry Foster，配音員：中村秀利）
史蒂芬的父親，是個律師。佛萊迪的好朋友。
蘇珊·福斯特（Susan Foster，配音員：速見圭）
史蒂芬的母親。
強森（Mr. Johnson，配音員：八木光生）
紐約的實業家，黛安娜的父親。在搭火車經過羅倫斯維爾的時候由於生病了被送到麥克道威爾醫院去。
黛安娜·強森→黛安娜·麥克道威爾（Diana Johnson→Diana MacDowell，配音員：勝生真沙子）
強森的女兒。對於幫助父親的佛萊迪有好感。因此在麥克道威爾醫院裡坐著護士的工作。本來是父親的秘書，不過由於賢能出眾的口才還有行動力。在那之後，成為佛萊迪的續絃。
珊卓拉（Sandra，配音員：藤夏子）
教導珍妮禮儀方面的作為而被請來的家庭教師。
康妮（Connie，配音員：引田有美）
與珊卓拉一起在麥克道威爾家工作的黑人女傭。她和珊卓拉報告其他傭人的動靜。
山迪（Sandy，配音員：山田俊司）
旅行的牙醫。他搭著馬車到各地診療。
崔伊（Trey）
珍妮養的狗狗。

### 紐約篇
貝蒂（Betty，配音員：白鳥由里）
珍妮的室友。膽小是個愛哭鬼少女。
凱西（Cathy，配音員：三浦雅子）
珍妮的室友，是大她一年的學姊。在讀書方面很好。對於學院的狀況似乎很不滿意，但只會袖手旁觀。
茉拉（Maura，配音員：西原久美子）
珍妮的室友，是大她一年的學姊。向康娜報告珍妮的動靜，做著像間諜一般的工作，不過由於某件事後對珍妮敞開心懷。
羅莎（Rosa，配音員：牟田明子）
珍妮的同學。
康娜（Kanna，配音員：玉川紗己子）
被託付管理宿舍的高年級生。監視宿舍裡的學生們，關於她們的動靜都向嘉蘭老師報告。在暗地裡打算陷害珍妮，但後來與珍妮和解。
麗絲・嘉蘭（Lise Garland，配音員：鵜飼留美子）
學務主任。不顧忌的自己訂了一大堆規則，並很嚴格的壓抑著學生們。打算隨時隨地企圖陷害不跟從自己的珍妮。
希拉蕊（Hilary，配音員：金丸日向子）
學院的事務員。嘉蘭老師的手下，會嚴格檢查學生們的信。
明娜院長（Miss Minna，配音員：公卿敬子）
學院的院長。個性敦厚老實對珍妮她們這些學生非常的溫柔。對於嘉蘭老師壓抑學生的指導覺得太過分了。
安娜瑪麗老師（Miss Annamarie，配音員：色川京子）
學院的老師。對珍妮是很好的理解人，並告訴珍妮自由的重要，不過由於嘉蘭老師的策略讓她被學院開除。
韋恩上校（Colonel Wayne，配音員：澤木郁也）
學院的評議員。以前是強森的部下。
琳達（Linda，配音員：後藤真壽美）
在學院餐廳工作的黑人廚師。
傑克森（Jackson，配音員：大山高男）
在學院做雜役伕的黑人。與珍妮開始接觸時對她很粗魯，但即使是黑人對方也一視同仁的珍妮而感到很感動。
茱莉亞（Julia，配音員：彌生觀月）
從聖瑪莉亞女學院轉學過來的神祕少女。

### 冒險旅行篇
伯納德（Bernard，配音員：瀧口順平）
搭乘馬車的旅行商人。在沿途販賣偽藥。
班（Ben，配音員：槐柳二）
從白天就喝個酩酊大醉的老人。對珍妮他們強迫推銷寶藏圖。

### 托雷多・實習篇
南西·康拉德（Nancy Conrad，配音員：島本須美）
芝加哥的大富豪的實業家的獨生女，不過從事慈善事業方面的工作，而聚集可憐的孩子們在她經營的孤兒院。不過由於做這工作被家人斷絕關係，因此籌備資金困難，而搞到讓自己病倒。
赫曼（Herman，配音員：喜多川拓郎）
康拉德家的傭人，有在幫康拉德修女進行負責孤兒院的雜物等方面的事情。
傑森醫生（Dr. Jason，配音員：千田光男）
托雷多的開業醫生。韋恩上校的熟識，指導珍妮實習。
蜜雪兒（Michelle，配音員：木藤聰子）
珍妮到達托雷多的當天被帶到孤兒院的少女。一開始與貝西很激烈的吵架，不過之後就變得很要好了。
貝西（Bessie，配音員：岡本麻彌）
在孤兒院生活的少女。有著各種作為母親的紀念品的僻好。
傑克（Jack，配音員：松井摩味）
桃樂絲（Dorothy，配音員：高橋美紀）
在孤兒院生活的少女。像個年長的大人一樣。
山姆（Sam，配音員：山田妙子）
在孤兒院生活的少年。把老鼠當寵物。
湯米（Tommy，配音員：丸田麻里）
透納鎮長（Mayor Turner，配音員：藤城裕士）
莎莉的父親。是托雷多的鎮長。
莎莉·透納（Sally Turner，配音員：天野由梨）
透納鎮長的獨生女。對於雙親不關心她而感到寂寞。
瑪麗安（Marian，配音員：齊藤昌）
南西（Nancy，配音員：安藤亞里沙）
潔西卡（Jessica，配音員：折笠愛）
吉米（Jimmy，配音員：興梠里美）

## 主題歌
- 片頭曲「追逐太陽」(第1話~第52話)
  - 作詞：園部和範、作曲：長谷川智樹、編曲：長谷川智樹、歌：堀江美都子
- 片尾曲「回憶的鏡子」(第1話~第52話)
  - 作詞：白峰美津子、作曲：島津秀雄、編曲：島津秀雄、歌：堀江美都子

上述2曲被收錄於單曲CD，被日本哥倫比亞發售。

## 標題播映表
| 話數 | 副標題             | 播映日         | 腳本     | 分鏡       | 演出       | 作畫監督             |
| ---- | ------------------ | -------------- | -------- | ---------- | ---------- | -------------------- |
| 1    | 故鄉的人們         | 1992年10月15日 | 石森史郎 | 康村諒     | 康村諒     | 加瀨政廣             |
| 2    | 鄉村賽馬           | 1992年10月22日 | 石森史郎 | 栗山美秀   | 清水明     | 及川博史             |
| 3    | 不要死啊！媽媽     | 1992年10月29日 | 石森史郎 | 淺香守生   | 黑田恭弘   | 田崎聰               |
| 4    | 眼淚在星星的彼端   | 1992年11月5日  | 石森史郎 | 山崎茂     | 山崎茂     | 石之博和             |
| 5    | 華麗的患者         | 1992年11月12日 | 石森史郎 | 神田直人   | 神田直人   | 菱沼義仁             |
| 6    | 與爸爸的約定       | 1992年11月19日 | 石森史郎 | 青山廣     | 石堂宏之   | 谷口守泰             |
| 7    | 意外的禮物         | 1992年11月26日 | 石森史郎 | 生賴昭憲   | 生賴昭憲   | 林和男               |
| 8    | 黛安娜小姐的秘密   | 1992年12月3日  | 石森史郎 | 滑川悟     | 滑川悟     | 田崎聰               |
| 9    | 友情的義賣會       | 1992年12月10日 | 藤本信行 | 白土武     | 清水明     | 嶋津郁雄             |
| 10   | 孤獨一人的夜晚     | 1992年12月17日 | 藤本信行 | 神田直人   | 神田直人   | 野田卓雄             |
| 11   | 爸爸的決心         | 1992年12月24日 | 藤本信行 | 青山廣     | 石堂宏之   | 谷口守泰             |
| 12   | 踏上新旅程         | 1992年12月31日 | 藤本信行 | 山崎茂     | 山崎茂     | 及川博史             |
| 13   | 堅強友情的牽絆     | 1993年1月7日   | 藤本信行 | 坂田純一   | 坂田純一   | 田崎聰               |
| 14   | 重要的禮物         | 1993年1月14日  | 藤本信行 | 奧田誠治   | 清水明     | 石之博和             |
| 15   | 再見的早晨         | 1993年1月21日  | 藤本信行 | 青山廣     | 生賴昭憲   | 石之博和             |
| 16   | 命運的二封信       | 1993年1月28日  | 沙賀舞   | 大關雅幸   | 石堂宏之   | 松本清               |
| 17   | 再見了！故鄉       | 1993年2月4日   | 沙賀舞   | 奧田誠治   | 山崎茂     | 及川博史             |
| 18   | 新生活             | 1993年2月11日  | 藤本信行 | 康村諒     | 神田直人   | 野田卓雄             |
| 19   | 快樂的星期日       | 1993年2月18日  | 藤本信行 | 白土武     | 清水明     | 嶋津郁雄             |
| 20   | 安娜瑪麗老師       | 1993年2月25日  | 藤本信行 | 坂田純一   | 坂田純一   | 田崎聰               |
| 21   | 盼望的發表會       | 1993年3月4日   | 藤本信行 | 石黑育     | 中野賴道   | 松本清               |
| 22   | 友情的金錶         | 1993年3月11日  | 藤本信行 | 奧田誠治   | 細田雅弘   | 石之博和             |
| 23   | 被盯上的友情       | 1993年3月18日  | 藤本信行 | 青山廣     | 五月女有作 | 大下久馬             |
| 24   | 我不會認輸         | 1993年3月25日  | 藤本信行 | 山崎茂     | 山崎茂     | 及川博史             |
| 25   | 孤獨一人的聖誕夜   | 1993年4月1日   | 沙賀舞   | 大關雅幸   | 神田直人   | 野田卓雄             |
| 26   | 學院鬼魂騷動       | 1993年4月8日   | 藤本信行 | 青山廣     | 石堂宏之   | 加瀨政廣             |
| 27   | 踏上前往自由的旅程 | 1993年4月15日  | 藤本信行 | 石黑育     | 中野賴道   | 松本清               |
| 28   | 美麗的轉學生       | 1993年4月22日  | 藤本信行 | 奧田誠治   | 清水明     | 石之博和             |
| 29   | 戀愛的少女們       | 1993年4月29日  | 藤本信行 | 山崎茂     | 山崎茂     | 及川博史             |
| 30   | 稍微變得像大人     | 1993年5月6日   | 藤本信行 | 青山廣     | 錦織博     | 加瀨政廣             |
| 31   | 非常快樂的暑假     | 1993年5月13日  | 藤本信行 | 康村諒     | 山崎茂     | 石之博和             |
| 32   | 珍妮的危機         | 1993年5月20日  | 藤本信行 | 中野賴道   | 中野賴道   | 松本清               |
| 33   | 拼命的逃出         | 1993年5月27日  | 藤本信行 | 坂田純一   | 坂田純一   | 野田卓雄             |
| 34   | 心靈相通的旅人     | 1993年6月3日   | 藤本信行 | 奧田誠治   | 細田雅弘   | 及川博史             |
| 35   | 轟動的秘寶探險     | 1993年6月10日  | 藤本信行 | 青山廣     | 石堂宏之   | 加藤裕美、加瀨政廣   |
| 36   | 真實的呼喊         | 1993年6月17日  | 藤本信行 | 日下部光雄 | 山崎茂     | 石之博和             |
| 37   | 孤獨的比爾的煩惱   | 1993年6月24日  | 藤本信行 | 中野賴道   | 中野賴道   | 松本清               |
| 38   | 再見了！比爾       | 1993年7月1日   | 藤本信行 | 阿部司     | 阿部司     | 新川信正             |
| 39   | 我心中的旋律       | 1993年7月8日   | 藤本信行 | 日下部光雄 | 山崎茂     | 及川博史             |
| 40   | 珍妮・15歳         | 1993年7月15日  | 藤本信行 | 康村諒     | 石堂宏之   | 加瀨政廣             |
| 41   | 冷漠眼眸的天使們   | 1993年7月22日  | 藤本信行 | 細田雅弘   | 細田雅弘   | 石之博和             |
| 42   | 玻璃杯的善意       | 1993年7月29日  | 藤本信行 | 中野賴道   | 中野賴道   | 松本清               |
| 43   | 幫助老師！         | 1993年8月5日   | 藤本信行 | 阿部司     | 阿部司     | 池原百合子、野田卓雄 |
| 44   | 珍妮的決心         | 1993年8月12日  | 藤本信行 | 山崎茂     | 山崎茂     | 及川博史             |
| 45   | 再見了！貝西       | 1993年8月19日  | 藤本信行 | 康村諒     | 石堂宏之   | 加瀨政廣             |
| 46   | 第一次晚餐         | 1993年8月26日  | 藤本信行 | 細田雅弘   | 細田雅弘   | 石之博和             |
| 47   | 暴風雨夜的漂流者   | 1993年9月2日   | 藤本信行 | 中野賴道   | 中野賴道   | 松本清               |
| 48   | 退開的樹           | 1993年9月9日   | 藤本信行 | 橫山廣行   | 阿部司     | 池原百合子、野田卓雄 |
| 49   | 真實的求婚         | 1993年9月16日  | 藤本信行 | 山崎茂     | 山崎茂     | 及川博史             |
| 50   | 夢想實現時         | 1993年9月23日  | 藤本信行 | 橫田和善   | 石堂宏之   | 嶋津郁雄             |
| 51   | 愛消失的冬日       | 1993年9月30日  | 藤本信行 | 細田雅弘   | 細田雅弘   | 石之博和             |
| 52   | 風色的和諧         | 1993年9月30日  | 藤本信行 | 康村諒     | 石堂宏之   | 加瀨政廣             |

## 媒體展開
- 1992年日本哥倫比亞《原聲帶・風中少女 金髮珍妮音樂集 ～回憶的鏡子～》發售。本CD是2005年同時發售DVD-BOX與該公司ANIMEX 1200系列再度發售。
- 2005年icf發售DVD-BOX（全2巻）。

## 外部連結
- （日語） 風の中の少女 金髪のジェニー

| 香港 翡翠台 星期一至五17:05－17:35節目 | 香港 翡翠台 星期一至五17:05－17:35節目                   | 香港 翡翠台 星期一至五17:05－17:35節目 |
| -------------------------------------- | -------------------------------------------------------- | -------------------------------------- |
|                                        | 歲月飄零 （第1～52集） （1994年9月12日－1994年11月23日） |                                        |
| 美少女戰士                             | 勇者傳說                                                 |                                        |